# Nagroda im. prof. Aleksandra Gieysztora
Nagroda im. prof. Aleksandra Gieysztora – nagroda przyznawana przez Fundację Bankową im. Leopolda Kronenberga przy banku Citi Handlowy za wybitne osiągnięcia mające na celu ochronę polskiego dziedzictwa kulturowego w następujących dziedzinach:
- działalność muzealna, konserwatorska, archiwalna i biblioteczna,
- utrwalanie i ochrona polskiego dziedzictwa kulturowego za granicą,
- przedsięwzięcia samorządowe służące ochronie dziedzictwa kulturowego,
- indywidualne i zbiorowe inicjatywy mające na celu gromadzenie oraz ochronę śladów i pamiątek dziedzictwa kulturowego,
- upowszechnianie wiedzy o potrzebie i metodach ochrony dziedzictwa kulturowego w Polsce[1].

Nagrodę po raz pierwszy przyznano w 2000 roku – w pierwszą rocznicę śmierci prof. Aleksandra Gieysztora. Nagrodę przyznaje Kapituła złożona z członków Rady i Zarządu Fundacji. Jej wysokość wynosi 50 000 zł.

## Laureaci Nagrody
Nagrodę imienia Profesora Aleksandra Gieysztora otrzymali:
| Rok  | Edycja | Nagrodzony | Uzasadnienie |
| ---- | ------ | --- | --- |
| 2018 | XX     | ks. bp. Waldemar Pytel                                                                                           | Wyróżnienie zostało przyznane za ponad trzydziestoletni wysiłek na rzecz ocalenia, rewitalizacji i przywrócenia świetności kwartałowi luterańskiemu wraz z Kościołem Pokoju w Świdnicy - miejscem Światowego Dziedzictwa UNESCO. Dzięki niezwykłej determinacji ks. bp. Waldemara Pytla, Świdnica jest dzisiaj autentycznym miejscem dialogu między kulturami i narodami. |
| 2017 | XIX    | Leon Tarasewicz                                                                                                  | Kapituła Nagrody doceniła Leona Tarasewicza za świadome, wieloletnie budowanie pomostów pomiędzy odmiennymi grupami etnicznymi, językowymi i religijnymi polsko-białorusko-litewskiego pogranicza, w trakcie kolejnych edycji dorocznego festiwalu "Trialog" w Krynkach na Podlasiu |
| 2016 | XVIII  | Elżbieta Penderecka i Krzysztof Penderecki                                                                       | Nagroda została przyznana "za szczególną troskę o dziedzictwo muzyczne, wysoki poziom edukacji muzycznej oraz za prowadzoną od lat działalność na rzecz popularyzacji w Polsce muzyki klasycznej". Wyróżnienie zostało także przyznane "za konsekwentne wspieranie utalentowanych muzyków i powołanie do życia Europejskiego Centrum Muzyki Krzysztofa Pendereckiego w Lusławicach – wyjątkowej przestrzeni, gdzie uzdolniona muzycznie młodzież może rozwijać swoją wrażliwość i udoskonalać swój warsztat, współpracując z najwybitniejszymi wirtuozami z całego świata. |
| 2015 | XVII   | Krystyna Zachwatowicz-Wajda i Andrzej Wajda                                                                      | Wyróżnienie zostało przyznane za wybitne dokonania w sferze filmu i teatru promujące polską kulturę, a także za upowszechnianie wiedzy o potrzebie ochrony dziedzictwa kulturowego w Polsce i wpływ na jego utrwalanie i popularyzację. Kapituła zwróciła także szczególną uwagę na zaangażowanie Państwa Wajdów w działalność muzealną oraz wyjątkową wartość działań na rzecz dialogu międzykulturowego |
| 2014 | XVI    | prof. Franciszek Ziejka                                                                                          | Nagrodzony za wieloletnią i pełną pasji pracę na polu ochrony i promocji polskiego dziedzictwa kulturowego oraz wszechstronne zaangażowanie w działalność licznych organizacji pielęgnujących dorobek kulturowy w kraju i za granicą. W szczególności za wyjątkowe zasługi w rozwoju instytucji kultury oraz popartą licznymi sukcesami troskę o rewitalizację zabytków Krakowa. |
| 2013 | XV     | Społeczny Komitet Opieki nad Starą Rossą                                                                         | Nagroda została przyznana za utrwalanie i ochronę polskiego dziedzictwa kulturowego za granicą oraz za szczególne osiągnięcia na polu działalności konserwatorskiej, mającej na celu opiekę i ratowanie zabytkowych nagrobków na Cmentarzu na Rossie. |
| 2012 | XIV    | Anda Rottenberg                                                                                                  | Nagroda została przyznana za wybitne osiągnięcia w działalności badawczej, wystawienniczej, społecznej oraz animacji kultury, w obszarze polskiej i światowej sztuki ostatnich dekad XX i początku XXI w. a także za działalność związaną z popularyzacją polskiej sztuki współczesnej oraz zasługi w promowaniu polskich artystów, szczególnie młodych, rozpoczynających karierę. |
| 2011 | XIII   | prof. Norman Davies                                                                                              | Nagroda została przyznana za całokształt działalności upowszechniającej polskie dziedzictwo kulturowe za granicą, a także za wnikliwe i krytyczne badania, w których wykazał związki dziedzictwa kulturowego Polski oraz centralnych i wschodnich obszarów Europy z dziedzictwem całego kontynentu. |
| 2010 | XII    | prof. Jacek Purchla, dyrektor Międzynarodowego Centrum Kultury                                                   | Nagroda została przyznana za m.in. wieloletnią pracę nad problematyką miast i rozwoju urbanistycznego. Prof. Purchla jest inicjatorem stworzenia i kierowania działalnością krakowskiego Międzynarodowego Centrum Kultury oraz interdyscyplinarnych badań nad teorią dziedzictwa i zarządzaniem miastem historycznym. |
| 2009 | XI     | prof. Andrzej Tomaszewski                                                                                        | Nagroda została przyznana za wieloletnią pracę, w szczególności za osobiste zaangażowanie w organizacje polsko-niemieckiej współpracy mającej na celu ochronę wspólnego dziedzictwa kulturowego. |
| 2008 | X      | prof. Jan Ostrowski, dyrektor Zamku Królewskiego na Wawelu                                                       | Nagroda została przyznana za dzieło dokumentujące zabytki sztuki sakralnej na ziemiach stanowiących niegdyś część Rzeczypospolitej, a obecnie pozostających poza jej granicami. |
| 2007 | IX     | Zakład Narodowy im. Ossolińskich we Wrocławiu                                                                    | Nagroda została przyznana za 190 lat pozyskiwania i gromadzenia najcenniejszych archiwalnych i bibliofilskich pozycji o wybitnym znaczeniu dla polskiej Kultury. |
| 2006 | VIII   | Krzysztof Lech Czyżewski, dyrektor ośrodka "Pogranicze – sztuk, kultur, narodów" w Sejnach                       | Nagroda została przyznana w uznaniu za szereg działań w zakresie odkrywania lokalnej historii i tożsamości narodu polskiego oraz za popularyzowanie dziejów wielokulturowego dziedzictwa Polski i jej sąsiadów. |
| 2005 | VII    | prof. Krzysztof Pawłowski, wiceprezes Polskiego Komitetu Narodowego Międzynarodowej Rady Ochrony Zabytków ICOMOS | Nagroda została przyznana za szereg działań w zakresie rewaloryzacji zabytków polskich miast, w szczególności zaś za doprowadzenie do uznania odbudowy warszawskiego Starego Miasta za najwybitniejsze dzieło konserwatorskie okresu powojennego, co zaowocowało wpisaniem go na Listę Światowego Dziedzictwa UNESCO oraz za inicjatywę stworzenia Funduszu Konserwacji i Rewaloryzacji Zabytków Warszawy. |
| 2004 | VI     | prof. Kazimierz Piotr Zaleski, dyrektor Biblioteki Polskiej w Paryżu                                             | Nagroda została przyznana za podjęcie i przeprowadzenie pełnej modernizacji Biblioteki Polskiej w Paryżu, co uczyniło z niej placówkę nowoczesną, służącą promocji wiedzy o Polsce i jej historii oraz dokumentującą dorobek polskiej kultury i myśli. |
| 2003 | V      | prof. Stanisław Waltoś, dyrektor Muzeum Uniwersytetu Jagiellońskiego                                             | Nagroda została przyznana za troskę o dobro kultury polskiej, przejawiającą się w konsekwentnych działaniach zmierzających do umacniania pozycji Muzeum Uniwersytetu Jagiellońskiego a także za rozsławianie i promocję dorobku polskiej kultury w świecie. |
| 2002 | IV     | Towarzystwo Opieki nad Zabytkami                                                                                 | Nagroda została przyznana za otaczanie szczególną opieką zabytków polskiej kultury i polskiego krajobrazu kulturowego oraz za inicjowanie działań społecznych pielęgnujących dobra kultury narodowej. |
| 2001 | III    | Stefan Sutkowski, dyrektor Warszawskiej Opery Kameralnej                                                         | Założyciel pierwszego w Polsce zespołu muzyki dawnej, muzykolog wielce zasłużony w odkrywaniu zapomnianych dzieł dawnej muzyki polskiej i innych krajów europejskich, organizator Festiwalu Polskich Oper Współczesnych. |
| 2000 | II     | prof. Tadeusz Chrzanowski                                                                                        | Przewodniczący Społecznego Komitetu Odnowy Zabytków Krakowa, który został powołany w celu ochrony historycznej architektury Krakowa przed postępującą degradacją. |
| 1999 | I      | Społeczny Komitet Opieki nad Starymi Powązkami, kierowany przez Jerzego Waldorffa                                | Nagroda została przyznana za podejmowanie od 27 lat działań zmierzające do ratowania zabytkowych nagrobków. Za fundusze zebrane głównie podczas prowadzonych kwest wykonano renowację 1100 nagrobków, w kolejce czeka kilkaset następnych. |